# Turnera
Turnera es un género de plantas con flores de la familia Turneraceae. Comprende 208 especies descritas y de estas, solo 126 aceptadas.

## Taxonomía
El género fue descrito por Carlos Linneo y publicado en Species Plantarum 1: 271. 1753. La especie tipo es: Turnera ulmifolia L.
Etimología
Turnera: nombre genérico que fue otorgado en honor del naturalista inglés William Turner (1508-1568).

## Especies seleccionadas
- Turnera angustifolia Mill.
- Turnera arcuata
- Turnera aurelii
- Turnera caerulea
- Turnera candida
- Turnera chamaedrifolia
- Turnera concinna
- Turnera cuneiformis
- Turnera diffusa Willd. ex Schult.
- Turnera grandidentata
- Turnera grandiflora
- Turnera hassleriana
- Turnera hermannioides Cambess.
- Turnera hindsiana Benth.
- Turnera joelii
- Turnera krapovickasii
- Turnera lamiifolia
- Turnera macrophylla
- Turnera melochiodes
- Turnera nervosa

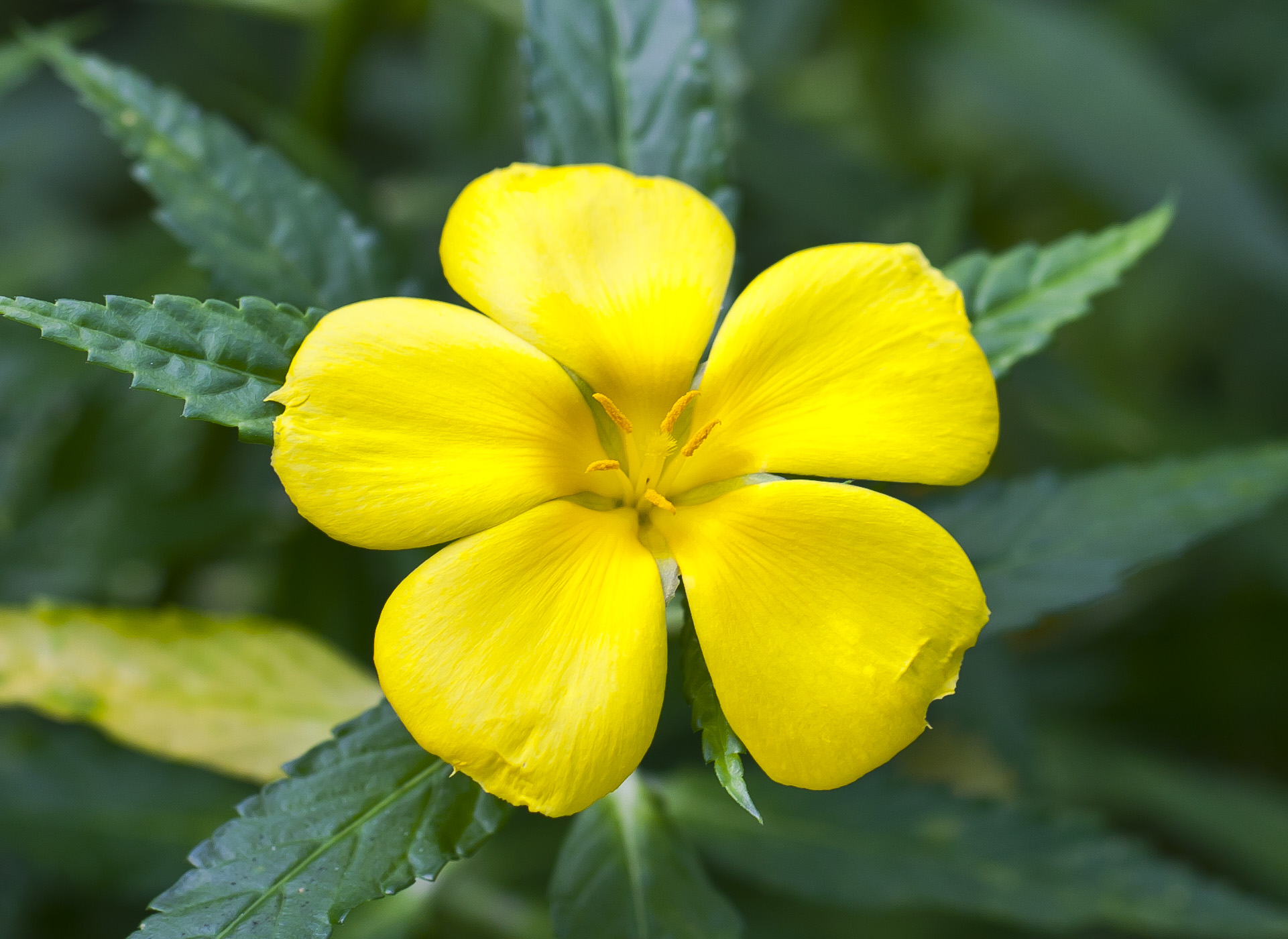
Ejemplar de Turnera ulmifolia.

- Turnera opifera Mart. - té del Brasil[4]
- Turnera orientalis
- Turnera pumilea
- Turnera scabra Millsp.
- Turnera sidoides
- Turnera subulata Sm.
- Turnera surinamensis
- Turnera trigona
- Turnera ulmifolia L. - marilópez de Cuba[4]
- Turnera velutina
- Turnera weddelliana [5][6]